# 소닉 대시
《소닉 대시》(Sonic Dash)는 하드라이트가 개발하고 세가가 출시한 플랫폼 게임이다.

## 게임플레이
오랫동안 계속 달려서 스코어를 늘리는 형식이다
곳곳에 스프링이 있는데 스프링 위에 표지판은 360°코스, 존(Zone) 이동, 보스전, 랜덤(360°코스, 존 이동, 보스전이 섞여있다)이 있다(보스전일 경우 모든 스프링이 랜덤이다 보스전을 제외한다)
스프링에 튕기면 링(여기선 생명유지, 코인으로 쓰인다)을 저장해주는 기능이 있다(스프링을 밟을 때마다 링 저장 보너스가 늘어난다/저장된후 게임 오버시 모두 획득할 수 있다)
링 저장뒤 그라인드 스탭을 해야한다 알맞은 방향으로 스와이프 하면 된다 그라인드 스탭을 완성(그라인드 스탭 콤보는 4 콤보 까지다)하면 보너스로 링 10개, 20개, 50개, 100개를 랜덤으로 얻을 수 있다
아이탬 박스가 맵 곳곳에 있다 아이탬은 자석, 쉴드(방패), 스코어2×, 링 10~100개를 랜덤으로 얻을 수 있다
링 70~100개를 모으면 대시를 사용할 수 있다
점수 곱하기는 점수를 알맞게 곱해준다(예: 점수 곱하기가 10×라면 스코어가 10씩 늘어난다) 또 레벨로 사용된다
베드닉은 스핀대시로 파괴할 수 있다(베드닉 파괴시 동물과 함께 점수가 늘어난다 레벨을 올리면 더 많은 점수가 추가된다/물고기 베드닉은 호밍어택으로 파괴한다)
가시, 폭탄 보스의 공격, 베드닉의 공격을 받을시 링을 모두 잃어버린다
시작전 부스트를 착용하고 달리면 점수를 엄청나게 얻을 수 있다(최대 3개까지 착용 가능)
아주 드물게 레드 스타 링이 나온다
링으로 캐릭터를 업그레이드를 할 수 있다/레드 스타 링으로 부활과 캐릭터 잠금 해제를 할 수 있다
토, 일요일에는 캐릭터를 무료로 얻을 수 있는 이벤트를 한다 한정판 캐릭터도 이벤트로 얻을 수 있다(대규모 이벤트를 준비하고 있을 때는 이벤트를 안할때도 있음)
레벨을 올려 존(Zone)을 잠금 해제를 할 수 있다
건축 시스템으로 몇몇 캐릭터를 잠금 해제 할 수 있다(동물이 알맞은 수에 있어야 건축 준비가 되고 다이아몬드를 사용하여 건축할 수 있다)
헤드 스타트로 시작할 때 대시 부스트를 사용할 수 있다

## 캐릭터
- 소닉(모던/기본 캐릭터)
- 너클즈
- 에이미
- 챠미
- 테일즈
- 벡터
- 쉐도우
- 젝
- 크림
- 블레이즈
- 실버
- 루즈
- 빅
- 에스피오
- 메탈 소닉
- 클래식 소닉(25주년 기념 캐릭터)
- 안드로보이(안드로닉의 조상)
- 안드로닉(안드로보이+소닉(모던)/본명: 안드로닉 더 안드로이드)

### 한정판
- 팩맨
- 미즈 팩맨
- 헬로 키티!(그외의 다른 캐릭터 3명)
- 앵그리버드 에픽
- 엘프 클래식 소닉
- 산타 빅
- 뱀파이어 쉐도우(소닉 X)
- 마녀 루즈(소닉 X)
- 틴 소닉(영화 캐릭터)
- 베이비 소닉(영화 캐릭터)
- 콩쿨로(영화 캐릭터)
- 탱걸(29주년 특집 캐릭터)이벤트 진행중! 7일 동안 진행(2020/7/4 기준)

## 소닉 대시 2: 소닉 붐
차기적 《소닉 대시 2: 소닉 붐》은 2015년 7월 1일 안드로이드용으로, 2015년 8월 18일에는 iOS용으로 소프트 런칭했다. 당시, 이 게임은 캐나다와 아일랜드 앱 스토어에서만 이용이 가능했다.

## 평가
| 평가                                                                                            |             |
| ----------------------------------------------------------------------------------------------- | ----------- |
| 통합 점수 통합사 점수 메타크리틱 iOS: 69/100 [ 5 ] 평론 점수 평론사 점수 TouchArcade iOS: [ 6 ] |             |
| 통합 점수                                                                                       |             |
| 통합사                                                                                          | 점수        |
| 메타크리틱                                                                                      | iOS: 69/100 |
| 평론 점수                                                                                       |             |
| 평론사                                                                                          | 점수        |
| TouchArcade                                                                                     | iOS:        |